# Lasse Hallström
Lasse Hallström (Stockholm, 1946. június 2. –) svéd filmrendező, producer.

## Élete
Lasse Hallström Stockholmban született 1946. június 2-án egy fogorvos apa és Karin Lyberg (1907–2000) író fiaként.
Az ABBA című film (1977) elkészülésénél mint író, rendező és producer is részt vett. A nemzetközi sikert a Kutyasors című 1985-ös film hozta meg számára, amiért Oscar-díjra jelölték. 1991-ben Amerikában is debütált az Egyszer fent... című filmjével Holly Hunter és Richard Dreyfuss főszereplésével. Az első figyelemre méltó amerikai sikere a Gilbert Grape (1993) volt. 1995-ben rendezte meg a Szóbeszédet, amiben Julia Roberts, Robert Duvall, és Dennis Quaid színészekkel dolgozott együtt. Az Árvák hercege (1999), és a Csokoládé (2000) című filmjéét is Oscar-díjra jelölték. Ingázik Svédország és az Amerikai Egyesült Államok között.

## Magánélete
Johan nevű fia 1976-ban az első házasságából, Malou Hallström-től született. 1994-ben feleségül vette a svéd Lena Olin színésznőt, akitől Tora nevű gyermeke 1995-ben született.

## Filmjei
- Hilma (Hilma) (2022)
- A diótörő és a négy birodalom (The Nutcracker and the Four Realms) (2018)
- Egy kutya négy élete (A Dog's Purpose) (2017)
- Az élet ízei (The Hundred-Foot Journey) (2014)
- Menedék (Safe Haven) (2012)
- A hipnotizőr (Hypnotisören) (2012)
- Lazacfogás Jemenben (Salmon Fishing in the Yemen) (2011)
- Kedves John! (Dear John) (2010)
- Hacsi, a leghűségesebb barát (Hachiko: A Dog's Story) (2009)
- Daughter of the Queen of Sheba (2006)
- Harry & Caresse (2006)
- Beugratás (The hoax) (2006)
- Casanova (Casanova) (2005)
- Befejezetlen élet (An Unfinished Life) (2005)
- Kikötői hírek (The Shipping News) (2001)
- Csokoládé (Chocolat) (2000)
- Árvák hercege (The Cider House Rules) (1999)
- Lumiére és társai (Lumière et compagnie) (1996)
- Szóbeszéd (Something to Talk About) (1995)
- Gilbert Grape (What's Eating Gilbert Grape) (1993)
- Making Gilbert Grape (1993)
- Egyszer fent.../Az igazi (Once Around) (1991)
- Újabb történetek Lármafalváról (Mer om oss barn i Bullerbyn) (1987)
- Történetek Lármafalváról (Alla vi barn i Bullerbyn) (1986)
- Kutyasors (Mitt liv som hund) (1985)
- Två killar och en tjej (1983)
- A kakas (Tuppen) (1981)
- Kom igen, nu'rå! (1981)
- Jag är med barn (1979)
- ABBA (ABBA: The movie) (1977)
- "Semlons gröna dalar" (1977)
- Kille och en tjej, En (1975)
- Flyttningen (1974)
- Ska vi gå hem till dej eller till mej eller var och en till sitt? (1973)

## Zenei videói
- 1974 – Waterloo; Ring Ring
- 1975 – Mamma Mia; SOS; Bang-A-Boomerang; I Do, I Do, I Do, I Do, I Do;
- 1976 – Fernando; Dancing Queen; Money, Money, Money
- 1977 – Knowing Me, Knowing You; That's Me; The Name of the Game
- 1978 – Take a Chance on Me; Eagle; One Man, One Woman; Thank You for the Music; Summer Night City
- 1979 – Does Your Mother Know; Voulez-Vous; Gimme! Gimme! Gimme! (A Man After Midnight)
- 1980 – The Winner Takes It All; Super Trouper; Happy New Year
- 1981 – When All Is Said and Done; One of Us
- 1982 – Head Over Heels

## Díjai
- Bodil-díj (1987) Kutyasors

## Fordítás
- Ez a szócikk részben vagy egészben  a   Lasse Hallström című angol Wikipédia-szócikk fordításán alapul.  Az eredeti cikk szerkesztőit annak laptörténete sorolja fel. Ez a jelzés csupán a megfogalmazás eredetét és a szerzői jogokat jelzi, nem szolgál a cikkben szereplő információk forrásmegjelöléseként.